# 北バナト郡

北バナト郡
Северобанатски округ
Severobanatski okrug
Észak Bánsági Körzet

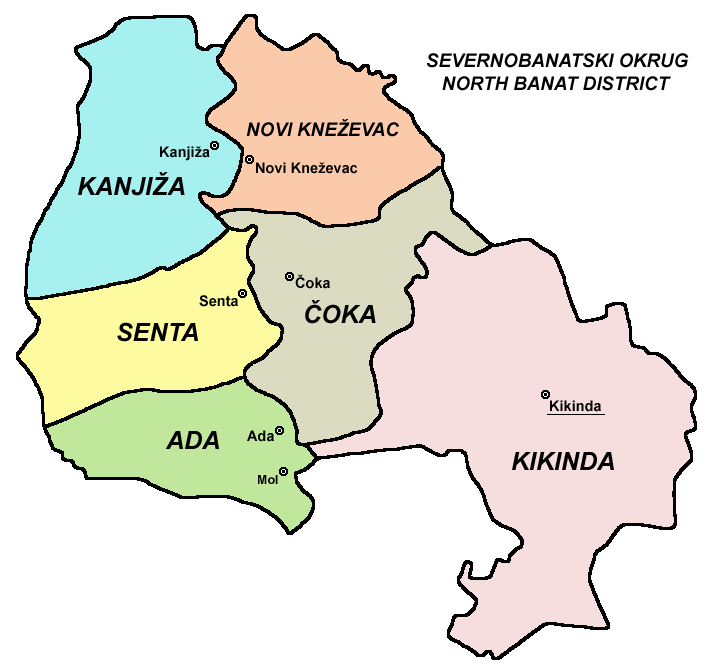
郡を構成する自治体

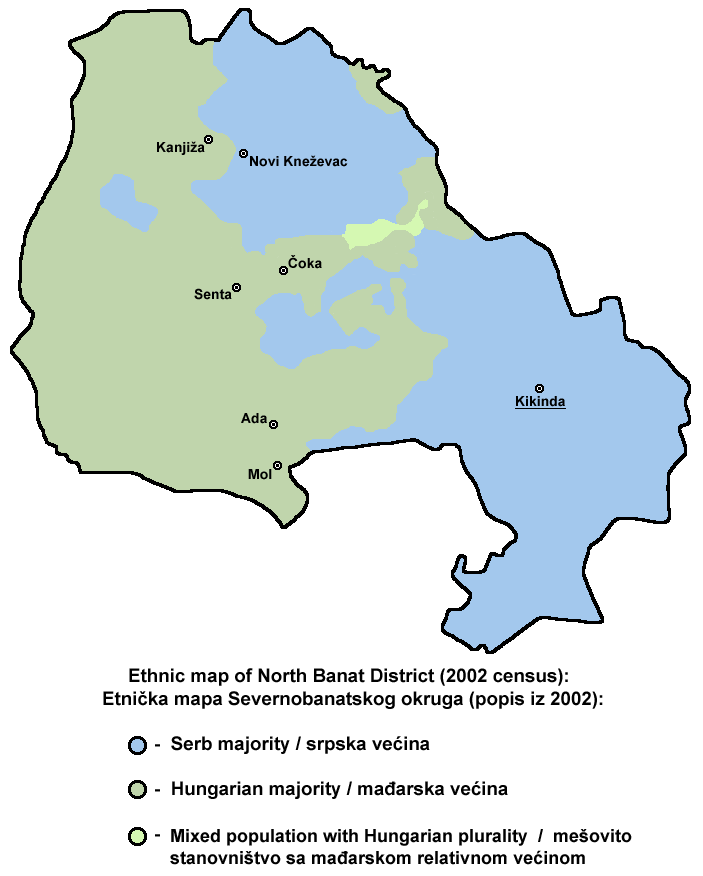
郡の民族分布図

北バナト郡（きたバナトぐん、セルビア語:Севернобанатски округ / Severnobanatski okrug、ハンガリー語:Észak Bánsági Körzet、クロアチア語:Sjevernobanatski okrug、スロバキア語:Severobanátsky okres、ルーマニア語:Districtul Banatul de Nord、ルシン語:Сивернобанатски окрух）は、セルビア北部・ヴォイヴォディナ自治州にある郡である。セルビア、ヴォイヴォディナの北端、バナトおよびバチュカ地方の一部を含む。2002年の国勢調査による人口は165,881人である。郡の中心都市はキキンダである。

## 基礎自治体
郡には7つの基礎自治体がある。
- カニジャ（Kanjiža）、ハンガリー語ではマジャルカニジャ（Magyarkanizsa）
- センタ（Senta）、ハンガリー語ではゼンタ（Zenta）
- アダ（Ada）、ハンガリー語ではアダ（Ada）
- チョカ（Čoka）、ハンガリー語ではチョーカ（Csóka）
- ノヴィ・クネジェヴァツ（Novi Kneževac）、ハンガリー語ではテレッカニジャ（Törökkanizsa）
- キキンダ（Kikinda）、ハンガリー語ではナジキキンダ（Nagykikinda）

このうち、ノヴィ・クネジェヴァツとキキンダ以外では民族的にハンガリー人が多数派を占めている。バチュカ地方とバナト地方の境界線はティサ川であるため、カニジャ、センタ、アダの3自治体はバチュカ地方に属している。

## 住民
郡は多民族が混住しており、2002年の国勢調査によるその内訳は以下の通りである:
- ハンガリー人 = 78,551人（47.35%）
- セルビア人 = 72,242人（43.55%）
- ロマ = 3,944人（2.37%）
- ユーゴスラビア人 = 3,018人（1.81%）
- その他

2002年の国勢調査による、住民の言語別内訳は以下の通りである:
- ハンガリー語 = 79,779人（48.09%）
- セルビア語 = 79,754人（48.08%）
- ロマ語 = 3,240人（1.95%）
- その他

セルビア人が多数派を占める自治体はキキンダ（76.43%）およびノヴィ・クネジェヴァツ（59.53%）であり、ハンガリー人が多数派を占める自治体はアダ（76.64%）、チョカ（51.56%）、カニジャ（86.52%）、センタ（80.51%）となっている。
各自治体に含まれる集落のうち、30はハンガリー人が多数派、19はセルビア人が多数派であり、1つは絶対多数を占める民族がなく、ハンガリー人が比較多数となっている。

## 文化
1878年、キキンダに初の現代的なセルビア人の印刷所ができ、翌年には初の図書館ができた。また、テオドル・イリッチ・チェシュリャル（Teodor Ilić Češljar）、ニコラ・アレクシッチ（Nikola Aleksić）、ジュラ・ペツィッチ（Đura Pecić）、ジュラ・ヤクシッチ（Đura Jakšić）など、多くの画家で知られる。
1796年、キキンダではこの地方で初の演劇がドイツ語で行われた。

## 経済
キキンダは建築用クレイの生産地であり、ヨーロッパ最古の粘土生産会社であるIGM・DDトザ・マルコヴィッチ（IGM DD Toza Marković）の本社が置かれている。
キキンダ鉄工所は研磨機を製造しており、セルビア内外で需要を持っている。25 majでは農業機器や設備を製造しており、エレクトロン（Electron）の製品もセルビア国内外で売られている。
キキンダでは原油を産出しており、セルビアの貴重な国内産出油田の一つである。